# Брацигово

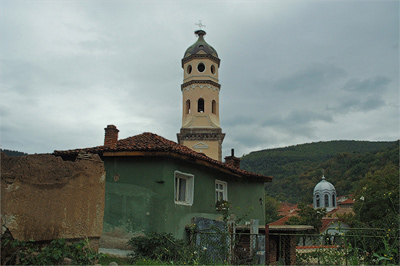
Самая высокая колокольня Балкан

Брацигово (болг. Брацигово) — город в Болгарии. Находится в Пазарджикской области, входит в общину Брацигово. Население составляет 3907 человек (2022).

## Политическая ситуация
Кмет (мэр) общины Брацигово — Петко Петков